# Edvige Carboni
Edvige Carboni (2 de maio de 1880 - 17 de fevereiro de 1952) foi uma católica romana italiana da Sardenha que se mudou para Roma e se tornou conhecida entre os fiéis e religiosos por seus êxtases e visões angelicais. Ela gravou um extenso diário espiritual no qual registrou as aparições de Jesus Cristo e também de santos como Gemma Galgani e João Bosco. Carboni também teve experiências demoníacas e foi dito que possuía os estigmas.
A causa de beatificação começou em 1968, embora ela tenha recebido o título de Serva de Deus em 29 de abril de 1994. O Papa Francisco a intitulou Venerável em 4 de maio de 2017, após a confirmação de sua vida de virtude heróica. Mais tarde, Francisco confirmou um milagre atribuído à sua intercessão no final de 2018 e ela foi beatificada em sua Sardenha natal em 15 de junho de 2019.

## Vida
Edvige Carboni nasceu em Sássari na noite de 2 de maio de 1880 como o segundo de seis filhos de Giovanni Battista Carboni (m. 1937) e Maria Domenica Pinna (m. 1910); sua irmã era Paulina (n. 1895) e ela também tinha quatro irmãos (incluindo Galdino (15 de abril de 1889 - 7 de março de 1977)) e pelo menos uma outra irmã. Carboni recebeu o batismo no dia 4 de maio de 1880 seguinte do vice-pároco Sanna. Ela recebeu sua confirmação em 1884 de Monsenhor Eliseo Giordano e jurou permanecer casto em 1885. Ela começou a escola em 1886 e terminou três séries de educação.
A mãe recordou o nascimento de Carboni e disse-lhe que nessa ocasião tinha visto uma hóstia luminosa na custódia e diria à filha porque: "Se eu morrer, deves receber a Sagrada Comunhão todos os dias e deves ser muito boa, porque Jesus, alguns momentos depois de você nascer, mostrou-me um hospedeiro, como já lhe disse”. Outro fenômeno estranho que ocorreu após seu nascimento foi uma marca sobrenatural da Cruz em seu peito, formada de sua própria carne.
Sua mãe a ensinou a bordar quando criança e ela trabalhava com seu pai no ramo de bordados. Também passou uma temporada no convento das Irmãs de São Vicente em Alghero, onde as freiras ministraram um curso de bordado. A saúde frágil de sua mãe fez com que ela cuidasse da educação e dos cuidados com seus irmãos mais novos, bem como de outras tarefas domésticas.
Carboni fez sua primeira comunhão em 1891. Ela queria se tornar freira em 1895, mas sua mãe desaprovou e ela interpretou essa desaprovação como um sinal da vontade de Deus. Em 1895 nasceu sua irmã Paulina; naquele ponto ela tinha irmãos e nenhuma irmã. A partir de 1896, suas visões de Jesus e Maria tornaram-se cada vez mais frequentes. Tornou-se professora da Ordem Terceira de São Francisco em 1906 e pertencia a uma associação conhecida como Amigos de Santa Teresinha do Menino Jesus; ela começou a registrar seus pensamentos em um diário espiritual. Sua mãe morreu em 1910 e suas responsabilidades triplicaram.
Na casa da avó permanecia uma réplica do quadro de Rafael da Virgem Maria com o Menino Jesus: ela subia numa cadeira para alcançar a imagem e dizia à Mãe Santíssima: “Minha mãe, eu te amo. Dê-me seu filho para que eu possa brincar com Ele". Carboni foi obrigada a fazer as compras devido aos problemas de saúde de sua mãe, apesar de ter medo de ter que fazer compras à noite. Mas seu anjo da guarda apareceu para ela e disse-lhe: "Não tenha medo. Estou contigo e te mantenho em boa companhia".
Ela assistiu ao casamento de seu irmão Galdino com Penelope Gerundini (8 de maio de 1899 - 31 de dezembro de 1979).
Seus dons espirituais incluíam a levitação e a leitura dos corações, bem como o discernimento dos espíritos e visitas frequentes das almas do Purgatório. Ela também teve várias visões de Luís de Gonzaga e em seu primeiro encontro ele perguntou a ela: "Você me conhece?" ao que ela respondeu que não. Gonzaga disse: "Eu sou São Aloysius Gonzaga. Vim dizer-lhe que te amo muito e que deves amar sempre a Jesus".
Carboni afirma em seu diário que certa vez, durante a oração, foi visitada por Benito Mussolini, ex-ditador italiano, que lhe disse: “o purgatório é terrível para mim porque esperei até o último momento para me arrepender”. Segundo ela, Deus mais tarde informou a Carboni que a alma de Mussolini entrou no céu.
Carboni anotou em seu diário espiritual de 16 de novembro de 1938 como recebeu os estigmas - pois queria sofrer pela glória de Deus - enquanto registrava em seu diário em 12 de junho de 1941 seu primeiro encontro com João Bosco. Bosco chegou a convidá-la a se inscrever como salesiana em uma apresentação em 25 de setembro de 1941. Carboni também recebeu a transverberação e registrou um caso de encontro demoníaco em dezembro de 1941. Suas experiências com o Diabo tornaram-se mais agressivas com o passar do tempo. Em uma ocasião, ela foi chutada nas pernas e em outra suas obturações de ouro foram roubadas. Certa vez, ela ficou confinada à cama por um tempo depois que um martelo a atingiu nos joelhos.
Carboni teve uma série de visões de santos:
- São Domingos Sávio
- Santa Ana
- São Sebastião
- São Januário
- Santa Rita de Cássia - durante uma peregrinação ao santuário da santa
- Santa Teresa de Lisieux
- Santa Gemma Galgani - a quem ela admirava; Carboni também participou de sua canonização em 1940
- São Paulo
- Santa Catarina de Siena - em uma peregrinação de 9 de abril de 1950 ao seu santuário
- São Francisco de Assis

Carboni também teve visitas de São Padre Pio de Pietrelcina em suas visões, apesar de o sacerdote estar vivo. Padre Pio conhecia Carboni e se referia a ela como uma "santa". Ela também conheceu São Luís Orione.
Ela começou a experimentar a bilocação em 1925 e isso se tornou maior durante a Segunda Guerra Mundial. Em 1929, sua irmã Paulina encontrou um emprego como professora em Marcellina Scalo - uma pequena cidade entre Roma e Tivoli. Seu pai não queria que Paulina fosse embora, então toda a família se mudou da Sardenha para o continente. Em 1934 ela se mudou para Albano Laziale até a morte de seu pai em 1937 e ela finalmente se estabeleceu em Roma em 1938. A partir de 1941 passou a fazer parte da Confraria da Paixão de Scala Santa em Roma. Em 11 de agosto de 1941, ela escreveu sobre Jesus permitindo-lhe uma visão do céu.
Carboni passou os últimos quatorze anos de sua vida morando com sua irmã Paulina em Roma. Seu último diretor espiritual foi o padre Passionista Ignacio Parmeggiani. Seu tempo em Roma a viu ensinar catecismo enquanto cuidava dos pobres e enfermos. Por sua piedade, recebeu elogios do Servo de Deus Giovanni Battista Manzella e de padres como Ernesto Maria Piovella e Felice Cappello.
Em 17 de fevereiro de 1952, ela se levantou de manhã para assistir à Missa e voltou para casa para uma refeição antes de voltar à igreja para ouvir o padre Lombardi pregar um sermão. Ela e a irmã chegaram em casa de trem às 20h30, quando ela reclamou que não estava se sentindo bem. Sua irmã convocou um médico e dois padres de sua paróquia, que lhe ministraram os últimos ritos. Carboni morreu de angina de peito às 22h30 e foi sepultada em Albano Laziale. Seu túmulo estava com o de seu irmão Galdino e sua esposa.
Seus restos mortais de um caixão branco foram exumados em outubro de 2015 para inspeção canônica como parte da causa de canonização. Seus restos mortais foram realocados como resultado disso.

## Beatificação
O processo de beatificação começou na Diocese de Roma em um processo diocesano que começou em dezembro de 1968 e foi concluído algum tempo depois, após ter levado todos os documentos disponíveis e interrogatórios - isso também incluiu seu diário espiritual.
Em 29 de abril de 1994, ela se tornou uma Serva de Deus - sob o Papa João Paulo II - com o início formal da causa após a Congregação para as Causas dos Santos conceder o " nihil obstat " ('nada contra') à causa.
O segundo processo foi iniciado em 18 de outubro de 1999 e concluído em 1 de junho de 2001, após o qual a CCS validou o processo em 1 de março de 2002.  A postulação apresentou a Positio em 2008, enquanto os teólogos não puderam apresentar uma aprovação conclusiva da causa em 10 de outubro de 2013, depois de debater a extensão de seu misticismo e a profundidade de seus escritos espirituais com alguns aspectos que ainda requerem maior investigação; os teólogos voltaram a reunir-se e deram a sua aprovação definitiva à causa no dia 29 de novembro de 2016. A CCS aprovou sua causa em 2 de maio de 2017; O Papa Francisco confirmou sua virtude heróica em 4 de maio de 2017 e a nomeou Venerável.
O milagre necessário para sua beatificação foi investigado no local de origem e recebeu a validação CCS em 6 de outubro de 2000. Os médicos legistas inspecionaram e aprovaram os documentos relativos a este alegado milagre em 23 de novembro de 2017. Teólogos posteriormente confirmaram o milagre em 26 de abril de 2018 e os membros do CCS se reuniram e aprovaram esta cura em 6 de novembro de 2018. O Papa Francisco aprovou este milagre em um decreto em 7 de novembro de 2018 que permite a beatificação de Carboni; foi realizado em sua Sardenha natal, em 15 de junho de 2019.
O atual postulador atribuído à causa é a Dra. Andrea Ambrosi.